# Zingiber atrorubens
Zingiber atrorubens là một loài thực vật có hoa trong họ Gừng. Loài này được François Gagnepain miêu tả khoa học đầu tiên năm 1902 (xuất bản tháng 1 năm 1903). Tên gọi trong tiếng Trung là 川东姜 (Xuyên Đông khương), nghĩa là gừng Xuyên Đông.

## Mẫu định danh
Mẫu định danh: Farges s.n. do nhà thực vật học kiêm nhà truyền giáo người Pháp Paul Guillaume Farges (1844-1912) thu thập tại sảnh Thành Khẩu, tỉnh Tứ Xuyên (nay là huyện Thành Khẩu, thành phố trực thuộc trung ương Trùng Khánh, Trung Quốc) tọa độ khoảng 31°52′30″B 108°42′0″Đ / 31,875°B 108,7°Đ. Ba mẫu syntype (barcode: P00088647 - holotype, P00088648 và P00088649) lưu giữ tại Bảo tàng Lịch sử Tự nhiên Quốc gia Pháp tại Paris (P).

## Phân bố
Loài này được tìm thấy tại miền đông Tứ Xuyên, miền bắc Trùng Khánh và Quảng Tây.

## Phân loại
Schumann (1904) đặt Z. atrorubens trong tổ Cryptanthium.

## Mô tả
Thân rễ hình củ gừng, có mùi thơm nồng. Thân giả cao 80–110 cm. Lá không cuống; lưỡi bẹ khô xác, có các vạch đỏ, hình tam giác tù, 2 thùy, ~6 mm; phiến lá màu xanh xám cả 2 mặt, hình mác, 15-25 × 3–6 cm, mặt gần trục nhẵn nhụi, mặt xa trục nhiều lông ở gần đáy, đáy thon nhỏ dần, đỉnh nhọn thon. Cụm hoa mọc từ thân rễ, hình trứng, ít hoa rời rạc, 8-15 × 4 cm; vảy dài 4 cm, rộng 1,5–2 cm; cuống cụm hoa chìm trong lòng đất, rất ngắn; lá bắc màu xanh lục hoặc hồng/tía nhạt, hình trứng-thuôn dài hoặc hình mác, dài ~5 cm, nhiều lông; lá bắc con thuôn dài đến hình mác, gần nhọn, ~2–3 cm, dạng màng. Hoa màu tía đến tía sẫm. Đài hoa ~2–3 cm, chẻ một bên tới giữa, có lông nhung, đỉnh 3 răng, hình tam giác tù. Ống tràng hoa 4–5 cm, khoảng 2 lần dài hơn đài hoa; các thùy hình mác, dài 3 cm, thùy giữa rộng 1,5-1,8 cm, các thùy bên màu tía nhạt, khoảng 2 lần hẹp hơn thùy giữa. Cánh môi hình mác-hình xoan hoặc hình xoan, với các sọc tía, hình trứng hoặc hẹp như vậy, ~3-3,5 × 1,5-2,2 cm, đỉnh nguyên hoặc có khía răng cưa; các thùy bên không có. Nhị hoa gần như không cuống. Bao phấn không cuống, dài 3 cm, các ngăn dài ~1,5 cm; phần phụ kết nối ~1,5 cm. Nhị lép 0. Bầu nhụy rậm lông. Đầu nhụy hình ống, miệng nở rộng, có lông rung. Đĩa 2, hình dùi, hơi có rãnh, dài ~5 mm.